# Storemosse (Vallda socken, Halland)
Storemosse är en sjö i Kungsbacka kommun i Halland och ingår i Kungsbackaån-Göta älvs kustområde.